# Ada (entreprise)
 (décembre 2020).
Si vous disposez d'ouvrages ou d'articles de référence ou si vous connaissez des sites web de qualité traitant du thème abordé ici, merci de compléter l'article en donnant les références utiles à sa vérifiabilité et en les liant à la section « Notes et références ».
Pour les articles homonymes, voir Ada.
Ada est une entreprise française de location de voitures, filiale du groupe Rousselet (anciennement groupe G7). 
L'entreprise fondée en 1984 s'est inspirée d'un modèle canadien (d'où le nom ADA, fin du nom CanADA) né quelques années auparavant. Elle est aujourd'hui[Quand ?] un acteur important de la location de véhicules, avec un réseau de près de 1000 agences. 
Ada fut le premier à proposer la location de voiture et de véhicules utilitaires à prix discount[réf. nécessaire]. 
C'est désormais un groupe implanté partout en France, proposant à la location des véhicules de tourisme et utilitaires, mais aussi de vélos, scooters et motos (sous l'enseigne Holiday Bikes)[réf. nécessaire].